# 1980 في بولندا
فيما يلي قوائم الأحداث التي وقعت خلال عام 1980 في بولندا.

## أحداث
- 14 مارس – خطوط لوت الجوية البولندية الرحلة 007

## مواليد

### يناير
- 25 يناير – فيليب ديليوفيتش لاعب كرة سلة بولندي.

### فبراير
- 17 فبراير – مارسين ويتشاري لاعب كرة يد بولندي.
- 20 فبراير – أرتور بوروتس لاعب كرة قدم بولندي.
- 28 فبراير – بيوتر غيزا لاعب كرة قدم بولندي.

### مارس
- 17 فبراير – مارسين ويتشاري لاعب كرة يد بولندي.
- 23 مارس – ميخاو كوبيشتال لاعب كرة يد بولندي.

### أبريل
- 17 أبريل – بافل بليم لاعب شطرنج بولندي.
- 29 أبريل – ماجدالينا تول مغنية بولندية.

### يونيو
- 9 يونيو – مارتشين فاشيليفسكي لاعب كرة قدم بولندي.
- 21 يونيو – لوكاش تسيبوروفسكي لاعب شطرنج بولندي.

### يوليو
- 8 يوليو – ماريوس فيرستينبرغ لاعب كرة مضرب بولندي.

### أغسطس
- 13 أغسطس – ميخاو إغنرسكي لاعب كرة سلة بولندي.

### أكتوبر
- 24 أكتوبر – آدم فيشنيافسكي لاعب كرة يد بولندي.
- 25 أكتوبر – هوبيرت رادك لاعب كرة سلة بولندي.

### ديسمبر
- 3 ديسمبر – رافال أنتونيفسكي لاعب شطرنج بولندي.

## وفيات

### فبراير
- 13 فبراير – ماريان رييفيسكي (مواليد 1905)

### مارس
- 18 مارس – تمارا دي ليمبيكا (مواليد 1898) رسامة بولندية.

### يونيو
- 18 يونيو – كازيميرز كوراتوفسكي (مواليد 1896) رياضياتي بولندي.

### يوليو
- 11 يوليو – زيغمونت برلينغ (مواليد 1896) ضابط بولندي.